# Bobtail japonez

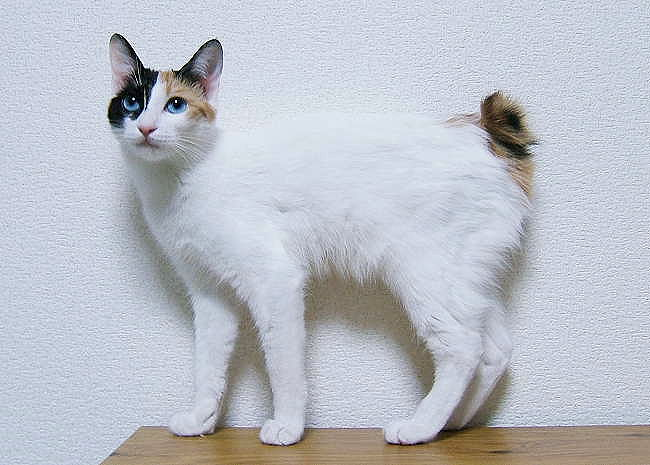
Bobtail japonez

Bobtailul japonez este numele unei rase de pisici cu părul scurt și coada scurtă, rasă originară din Japonia.